# Советская Адыгея
«Советская Адыгея» — региональная газета, официальный печатный орган Правительства Республики Адыгея на русском языке с правом публикации на адыгейском языке.

## История
Газета «Черкесская правда» была образована в год создания Адыгейской автономной области решением Черкесского облоргбюро РКП(б) от 23 сентября 1922 года. Ответственным редактором был назначен Голодович К. И.
Первый номер газеты вышел в свет 13 октября 1922 года в Краснодаре тиражом 2 тысячи экземпляров.
За время своего существования газета неоднократно меняла название. Так, спустя всего три месяца «Черкесская правда» была переименована в «Новую Адыгею». Затем газета носила название «Красная Адыгея». За 1925 год название сменилось четыре раза — «Адыгейская жизнь», «Серп и молот», «Колхозное знамя», «Колхозная земля». Самый продолжительный срок — 54 года газета носила название «Адыгейская правда», а с 1 января 1991 года — «Советская Адыгея».
За 95-летнюю историю сменилось более 15 главных редакторов газеты. Самый длительный срок на этом посту проработал Христофор Баладжиян — 17 лет. Хаджибачир Бричев был главредом 9 лет, причем он попытался выпускать газету на двух языках.
Самый большой тираж газеты составлял 41 тысячу экземпляров.
В годы Великой Отечественной войны «Адыгейская правда» публиковала письма с фронта и на фронт, рассказывала о подвигах земляков. В годы оккупации газета издавалась в Сочи и доставлялась партизанскими тропами разведчиками и связными.
Сотрудники редакции газеты в 1930-е годы неоднократно подвергались гонениям. Так, в 1937 году был репрессирован весь журналистский коллектив редакции, за исключением одного ответственного секретаря.
В свой 50-летний юбилей — 13 октября 1972 года — «Адыгейская правда» была награждена орденом «Знак Почёта».
У газеты есть одноимённое мобильное приложение для Android устройств. После опубликования в приложении вступают в силу государственные документы Республики Адыгея: законы РА и акты Главы РА, Кабинета Министров РА, министерств и ведомств.

## Здание редакции
Редакции республиканских газет «Советская Адыгея» и «Адыгэ макъ» находятся в здании бывшего аптекарского магазина Альтшулера, достроенного в конце 1880-х годов. В память о журналистах, не вернувшихся с войны, в здании редакции установлена мемориальная доска. Открывает почетный список Герой Советского Союза Хусен Андрухаев, работавший корреспондентом газеты «Социалистическая Адыгея» (ныне — «Адыгэ макъ»).